# Cerkev sv. Marjete, Westminster
Cerkev sv. Marjete v Westminstru je na ozemlju Westminstrske opatije na Parlamentarnem trgu v Londonu v Angliji. Posvečena je Marjeti Antiohijski in je del enotnega območja svetovne dediščine z Westminstrsko palačo in Westminstrsko opatijo.

## Zgodovina in opis
Cerkev so v 12. stoletju ustanovili benediktinski menihi, da so domačini, ki so živeli na območju opatije, lahko ločeno služili Bogu v svoji preprostejši župnijski cerkvi, zgodovinsko gledano pa je bila znotraj okrožja Ossulstone v grofiji Middlesex. Leta 1914 je nekdanji rektor cerkve sv. Marjete Hensley Henson v predgovoru k spomenikom cerkve sv. Marjete v Westminstru poročal o srednjeveški tradiciji, da je bila cerkev stara toliko kot Westminstrska opatija, saj izvira iz istega kraljevega svetnika, in da »Obe cerkvi, samostanska in župnijska, stojita druga poleg druge že več kot osem stoletij – seveda ne obstoječe strukture, ampak starejše cerkve, katerih obstoječe strukture so naslednice na istem mestu«.
Cerkev sv. Marjete je bila na pobudo kralja Henrika VII. ponovno zgrajena od leta 1486 do 1523, nova cerkev, ki večinoma stoji še danes, pa je bila posvečena 9. aprila 1523. Imenovali so jo zadnja cerkev v Londonu, okrašena v katoliški tradiciji pred reformacijo, na vsaki strani velike ceste pa sta stala bogato poslikana kipa Marije in Janeza, stavba pa je imela več notranjih kapel. V 1540-ih je bila nova cerkev skorajda porušena, ko jo je Edward Seymour, prvi vojvoda Somerseta, nameraval podreti, da bi zagotovil kakovostne materiale za Somerset House, svojo novo palačo na Strandu. Uresničitev načrta mu je preprečil le odpor oboroženih župljanov.
Leta 1614 je cerkev sv. Marjete postala župnijska cerkev Westminsterske palače, ko so se puritanci iz 17. stoletja, nezadovoljni z visoko liturgično opatijo, odločili, da bodo svoje parlamentarne službe opravljali v cerkvi, ki se jim je zdela primernejša: praksa, ki se nadaljuje od takrat.
Med letoma 1734 in 1738 je bil severozahodni stolp prezidan po načrtih Johna Jamesa; istočasno je bila celotna konstrukcija obdana s portlandskim kamnom. Vzhodna in zahodna veranda sta bili dodani pozneje, arhitekt J. L. Pearson. Leta 1878 je sir George Gilbert Scott močno obnovil notranjost cerkve in spremenil njeno sedanjo podobo, čeprav so bile ohranjene številne tudorske značilnosti.
Leta 1863 je Scott med predhodnimi raziskavami, ki so se pripravljale na to obnovo, našel več vrat, prekritih s tem, za kar je verjel, da je človeška koža. Potem ko so zdravniki pregledali to kožo, so viktorijanski zgodovinarji domnevali, da je bila koža morda koža Williama Sacrista, ki je organiziral tolpo, ki je leta 1303 oropala kralja za 100 milijonov dolarjev v sodobni valuti. Šlo je za zapleteno shemo, ki je vključevala več članov tolpe, preoblečenih v menihe, ki so v palači sadili grmovje. Po prikritem vlomu 6 mesecev kasneje je bil plen skrit v tem grmovju. Zgodovinarji so verjeli, da so Viljema Sacrista za kazen odrli živega in njegovo kožo uporabili za izdelavo teh kraljevskih vrat, ki so bila sprva morda v bližnji Westminstrski palači. Kasnejša študija je pokazala, da so kože govejega izvora in ne človeške.
Do leta 1970 je število ljudi, ki so živeli v bližini, znašalo stotine. Cerkvena odgovornost za župnijo je bila z Westminster Abbey in Saint Margaret Westminster Act iz leta 1972 prerazporejena sosednjim župnijam, cerkev pa je bila pod pristojnostjo dekana in kapitlja Westminstrske opatije.
Oktobra v cerkvi poteka vsakoletno novoletno bogoslužje za Koptsko pravoslavno cerkev v Veliki Britaniji, leta 2016 pa je imel pridigo škof Angaelos.
Rektor sv. Marjete je pogosto kanonik Westminsterske opatije.

## Spominska okna
Pomembna okna vključujejo vzhodno okno iz leta 1509 iz flamskega vitraja, ki je bilo ustvarjeno v spomin na zaroko Katarine Aragonske s Henrikom VIII. To je imelo pestro zgodovino. Henrik VII. ga je podaril opatiji Waltham v Essexu, ob razpustitvi samostanov pa ga je zadnji opat poslal v zasebno kapelo v New Hallu v Essexu. To je prišlo v last Thomasa Boleyna, 1. grofa Wiltshirskega, očeta Anne Boleyn, nato Thomasa Radclyffeja, 3. grofa Susseškega, nato Georgea Villiersa, 1. vojvode Buckinghamskega, za njim Oliverja Cromwella, od katerega se je vrnilo drugemu Vojvoda Buckinghamski, naslednji general Monk, vojvoda Albemarle in za njim John Olmius, nato gospod Conyers iz Copt Halla v Essexu, čigar sin je leta 1758 prodal okno župniji sv. Marjete za štiristo gvinej. Denar je prišel iz donacije v višini 4000 GBP, ki jo je parlament tistega leta namenil župniji za obnovo cerkve in obnovo kora.
Druga okna spominjajo na Williama Caxtona, prvega angleškega tiskarja, ki je bil pokopan v cerkvi leta 1491, sira Walterja Raleigha, usmrčenega na dvorišču stare palače in nato tudi pokopanega v cerkvi leta 1618, pesnika Johna Miltona, župljana cerkev in admiral Robert Blake.

## Zbori
Pevce za cerkev sv. Marjete vzgaja Westminster Under School. Cerkev je leta 2000 gostila tudi prvi nastop britanskega parlamentarnega zbora pod vodstvom Simona Overa.

## Orgle
Orgle je leta 1806 postavil John Avery. Trenutne orgle je v veliki meri izdelal J. W. Walker & Sons Ltd. Specifikacije orgel je mogoče najti v National Pipe Organ Register..

## Galerija
- Pojasnjevalna plošča
- Cerkev svete Marjete. Na levi je Elizabetin stolp Westminsterske palače; desno je opatija.
- sv. Marjeta, pogled s panoramskega kolesa Londonsko oko
- Ladja svete Marjete
- Zastava svete Marjete, ki plapola z zvonika